# Alexandra Lúgaro Aponte
Alexandra Lúgaro Aponte   (San Juan, 10 de juny de 1981) és una advocada, empresària i política porto-riquenya que va ser candidata oficial a governador de Puerto Rico durant les eleccions de 2016. Va anunciar la seva candidatura el 17 de març del 2016 i va obtenir 175.831 vots (11,13%). El novembre de 2019, Lúgaro va anunciar la seva candidatura al govern en les eleccions generals de 2020, formant part del Moviment Victòria Ciutadana.